# Swan Lake
Swan Lake è un balletto di Matthew Bourne, tratto dal Lago dei cigni di Pëtr Il'ič Čajkovskij. Il balletto ha debuttato a Londra nel 1995 e ha goduto di un grande successo nel West End, a Broadway (dove ha vinto due Tony Award nel 2009: Miglior Regia e Migliori Coreografie) e in diverse tournée internazionali che hanno raggiunto tutti gli Stati Uniti, l'Europa (inclusa l'Italia: nel 2000, 2014 e 2016), l'Australia, Giappone, Corea del Sud, Singapore e Israele. Il regista Stephen Daldry ha scelto questo particolare adattamento del Lago dei Cigni per concludere il suo celebre film Billy Elliot, in cui il giovane protagonista una volta cresciuto è interpretato da Adam Cooper, il primo ballerino ad aver danzato nel ruolo del Cigno nell'adattamento di Matthew Bourne.

## Personaggi principali
- Il Principe
- Il Cigno/ il figlio del segretario
- La Regina
- Il Segretario della regina
- La Fidanzata del principe

## Trama
La trama del balletto di Bourne segue in linea generale la versione originale, ma con delle innovative modifiche. I ruoli tradizionali di Odette/Odile sono convertiti in una variante maschile, così come anche i cigni. Il contesto è modernizzato e viene dato ampio spazio alla parodia e ai temi dell'abbandono da parte della figura materna e del disagio di crescere in un ambiente freddo e dedicato solamente all'apparire.

### Atto Primo
Nel prologo, il Principe (bambino) ha un incubo: sogna un cigno che gli appare minaccioso. Si sveglia terrorizzato e la madre, la Regina, accorre. Il suo comportamento, tuttavia, è freddo e distaccato e si rifiuta di consolare il bambino. 
La prima scena si apre con uno stuolo di cameriere e valletti che preparano il giovane Principe per un'occasione formale. Il ragazzo è istruito sulla maniera di camminare, di salutare, di comportarsi dal Segretario della casa reale. La routine si ripete tra inaugurazioni di barche e musei e flash di fotografi, mentre la Regina si mantiene sempre affettivamente lontana dal figlio e il calore umano resta sempre schermato dalla formalità del titolo nobiliare. Passano gli anni, il Principe è cresciuto e nulla è cambiato. La Regina rimane estranea al bisogno d'amore del giovane e rimedia al proprio con flirt occasionali. Durante una delle solite apparizioni mediatiche, il Principe fa conoscenza di una giovane ragazza che diverrà la sua Fidanzata. In realtà il loro incontro è stato concertato dal Segretario, mentre la Regina non esita a trovarla inappropriata per il Principe.
Nella scena successiva, la Regina e un suo accompagnatore, il Principe, la Fidanzata e il Segretario si recano all'Opera per assistere a un balletto. In questa scena si ironizza sui canoni tradizionali del balletto classico: la trama è fiabesca con l'eroina (fornita di punte e abito romantico) vittima di una maledizione e l'eroe boscaiolo che all'inizio cerca di catturarla, salvo poi innamorarsi di lei. Il loro amore tuttavia è ostacolato da tre creature orrende e malvagie che vengono sconfitte (dalla protagonista femminile) ed esiliate. La fata e il boscaiolo possono dunque coronare il loro amore, sennonché lei muore.
Durante il balletto, la Fidanzata si comporta in maniera sconveniente, venendo continuamente rimproverata da tutti gli altri: mangia patatine, tiene il tempo della musica battendo le mani sul parapetto della balconata, fa cadere il programma. Alla fine, esasperata, scappa via, seguita dagli altri.
Solo nella sua stanza, il Principe si osserva allo specchio psicologicamente a pezzi, consolandosi con un sorso da una fiaschetta di whisky. La regina entra in questo momento di debolezza e, di nuovo, rinuncia a consolare il figlio. Il Principe chiede alla madre un briciolo di affetto quasi con violenza, ma senza risposta da parte della Regina, che lo rifiuta e va via.
Il Principe scende in strada, fino all'ambiguo locale chiamato The Swank Bar e frequentato da persone di vario tipo: un ragazzino, marinai, gente elegante e gente volgare che danzano insieme in uno stile a metà tra il Rock&Roll e il jazz. Tra i presenti, c'è pure la Fidanzata e il Segretario in incognito. La Fidanzata si fa riconoscere dal principe ormai ubriaco, mentre il Segretario lo spinge a bere sempre di più, fino a far scoppiare una lite con due marinai che fa sì che il Principe venga buttato fuori dal locale. Mentre si riprende dalla sbronza (sempre in pasto ai giornalisti) il Principe vede il Segretario passare dei soldi alla Fidanzata (che tuttavia li dona a un ragazzino) e comprende di essere stato ingannato. Rimasto completamente solo, il Principe ha la visione di cigni che danzano, ma essa scompare rapidamente.

### Atto Secondo
Nella scena seguente, nel parco cittadino, il Principe si prepara al suicidio. Posa cappotto e cappello su una panchina con un biglietto e avanza verso le acque del lago. Prima di portare a termine il suo progetto disperato, però, si trova di fronte al Cigno (che sia una visione, un'idealizzazione o un essere concreto) e desiste. Tra i due si instaura un legame di profonda empatia: i loro movimenti sono prima complementari, poi identici. Intorno a loro danzano gli altri cigni, che sono presentati in maniera diversa rispetto alla delicatezza delle ballerine nel balletto originale. Essi sono arroganti, decisi e aggressivi e non mostrano nei confronti del Principe quell'accettazione che invece caratterizza il Cigno. In quest'ultimo, il principe trova il calore e l'amore che gli sono sempre mancati in tutti i suoi rapporti e in particolare in quello con la madre (come dimostra l'abbraccio a cui il Principe si abbandona in posizione fetale). La notte trascorre e l'idea del suicidio svanisce. L'alba che giunge trova il Principe finalmente colmo di felicità e gioia di vivere. Il biglietto è stracciato, gli indumenti recuperati e la giornata celebrata con un bacio all'anziana signora che getta briciole ai cigni.

### Atto terzo
Si prepara un ballo al palazzo reale. All'esterno i fotografi sono accalcati per ritrarre gli ospiti che arrivano, eleganti e sprezzanti. Tra di loro c'è anche la Fidanzata, che, al contrario, è solare e amichevole con la folla. All'interno, il gran ballo inizia. La regina è elegantissima in un abito rosso e l'atmosfera è formale e di classe. Di sottofondo, tuttavia, si avverte una certa tensione tra il Principe e la Fidanzata, e, ovviamente, quella tra la Fidanzata e la Regina. La situazione cambia quanto arriva uno Sconosciuto in pantaloni di pelle nera, che si comporta in maniera esplicita e volgare e cattura immediatamente l'attenzione dei presenti e soprattutto del Principe (che riconosce in lui il Cigno del lago), della Regina (colpita dalla sua bellezza e carisma) e delle donne presenti. Si tratta del figlio del Segretario, ed entrambi segretamente tramano alle spalle della famiglia reale. A una a una, diverse cedono al fascino dello Sconosciuto e il ballo degenera in una danza ammiccante e triviale, senza più confini di formalità. La performance di una ballerina spagnola e dei suoi sette partner dà allo Sconosciuto l'occasione di intrattenersi con una delle invitate, scatenando la gelosia del suo accompagnatore e l'interesse degli altri uomini presenti. Nei balli successivi, lo Sconosciuto si accompagna alla Fidanzata, che sembra l'unica disinteressata a lui. Per tutto il tempo, lo Sconosciuto e il Principe mantengono il contatto visivo. Alla fine, la Regina cede al fascino dello Sconosciuto causando un raptus di gelosia nel principe. In un'atmosfera che il coreografo lascia sfumata (forse l'immaginazione del principe, forse una danza reale) il principe e lo Sconosciuto danzano insieme: quest'ultimo, tuttavia, si mostra immediatamente diverso dal Cigno e si prende gioco del Principe tracciandosi una linea nera in mezzo alla fronte. Folle di gelosia per i comportamenti sempre più sconvenienti della madre e dello Sconosciuto, il principe li separa e tenta di farsi riconoscere da colui che crede il Cigno, finendo per minacciare i presenti con una pistola. La situazione degenera rapidamente e, nella confusione, il Segretario prende una pistola e spara, colpendo tuttavia la Fidanzata che si era infrapposta e che cade a terra esanime. L'arma del Principe gli viene sottratta dallo Sconosciuto e il giovane viene portato via, mentre i presenti tentano inutilmente di soccorrere la Fidanzata e la Regina, provata dall'evento, si abbandona sulla spalla dello Sconosciuto, che consegna la pistola al padre e scambia con lui una risata di vittoria. Se il principe è dichiarato folle e la Regina sposa il figlio del Segretario, il trono sarà loro.

### Atto Quarto
Il Principe si trova nella sua stanza. La madre lo va a trovare e si mostra preoccupata ma, di nuovo, gli nega ogni tipo di umanità. Considerato impazzito, il Principe è sottoposto a cure invasive ad opera di un soggetto dal volto del Segretario e di infermiere col volto della Regina. Lasciato solo, esausto, dorme.
Da sotto il suo letto, dai muri iniziano a sbucare i cigni del Lago che danzano attorno a lui. Il coreografo lascia ancora una volta i confini di questo evento sfumati, lasciando allo spettatore la decisione di ciò che vede: forse si tratta di allucinazioni, forse di un sogno, forse di visioni. Quando si sveglia, la stanza è di nuovo vuota. Il principe si alza dal letto e cammina muovendosi in maniera disarticolata e tormentata, mentre il suo viso mostra una profonda tortura interna. Dal materasso, tuttavia, emerge il Cigno. Dopo l'iniziale spavento, il Principe gli si avvicina e si apoggia a lui, calmandosi. I due, presto, sono tuttavia circondati dagli altri cigni che, minacciosi e ostili, li separano e attaccano il Principe. Lo feriscono e lo colpiscono fin quando il Cigno, pur ferito, li allontana da lui e cerca di proteggerlo mentre è privo di conoscenza. Il Principe si riprende a fatica, e di nuovo si abbandona a un abbraccio in posizione fetale, con il Cigno. Gli altri cigni, tuttavia, si manifestano di nuovo, ma questa volta tutta la loro furia è rivolta al Cigno. Di nuovo, separano i due e si accaniscono brutalmente contro il Cigno, che tuttavia antepone la salute del Principe alla propria, continuando a lottare contro i propri simili e cercando di proteggere l'uomo nuovamente svenuto. Il Principe riprende conoscenza giusto in tempo per assistere all'agonia del Cigno, sbranato dai propri simili. Disperato, il principe sale sul letto e dà sfogo al proprio dolore, fino a cadere riverso, mentre i cigni svaniscono. 
Nell'epilogo, la Regina accorre sul corpo del figlio e finalmente mostra, attraverso la sua disperazione, tutto l'affetto che non era riuscita a dimostrargli mentre era vivo. Mentre abbraccia il corpo esanime del figlio, vengono mostrati anche il Cigno e il Principe (bambino e addormentato serenamente tra le sue braccia) riuniti nella morte.